# 東南分區
國家冰球聯盟的東南分區是联盟存在于1998年到2013年的一个分区。

## 历史
该分区成立於1998-1999年度賽季；當時隸屬東南分區的球隊分別是：
- 卡羅來納颶風隊
- 佛羅里達美洲豹隊
- 坦帕灣閃電隊
- 華盛頓首都隊

其中，卡羅來納颶風隊是從東北分區調入，佛羅里達美洲豹隊、坦帕灣閃電隊和華盛頓首都隊則從大西洋分區調入。
1999-2000年度賽季，亞特蘭大鶇鳥隊成立，被編入東南分區。
2012-2013年最后一个赛季隸屬東南分區的球隊分別是：
- 卡羅來納颶風隊
- 佛羅里達美洲豹隊
- 坦帕灣閃電隊
- 華盛頓首都隊
- 亞特蘭大鶇鳥隊

## 分區冠軍
- 1999 - 卡羅來納颶風隊
- 2000 - 華盛頓首都隊
- 2001 - 華盛頓首都隊
- 2002 - 卡羅來納颶風隊
- 2003 - 坦帕灣閃電隊
- 2004 - 坦帕灣閃電隊
- 2005 - 賽季取消
- 2006 - 卡羅來納颶風隊
- 2007 - 亞特蘭大鶇鳥隊